# 杨成武强攻东团堡
《杨成武强攻东团堡》是一部2009年中国历史电影。影片于2009年4月23日上映，导演张玉中，主演宋佳伦和赵琳。

## 剧情
电影以中国抗日战争百团大战期间涞灵战役中的东团堡战斗为蓝本，讲述了杨成武将军指挥攻占东团堡据点的故事。

## 演员表
| 演员     | 扮演角色 |
| -------- | -------- |
| 宋佳伦   | 杨成武   |
| 赵 琳    | 赵志珍   |
| 矢野浩二 | 甲 田    |
| 李君峰   | 井 出    |
| 战卫华   | 沈立强   |
| 刘国光   | 邱 蔚    |
| 鲁玉杰   | 金翻译   |
| 张政勇   | 于 勇    |

## 脚注
1. ↑  见电影片头